# Betydende decimaler
Betydende decimaler er decimaler der har betydning for et tals størrelse og ikke blot er tilføjede nuller.
| Matematik | Spire Denne artikel om matematik er en spire som bør udbygges. Du er velkommen til at hjælpe Wikipedia ved at udvide den. |